# Joseph Roederer
Joseph Roederer (* 1882; † 1969) war ein französischer Hütteningenieur und von 1920 bis 1924 und von 1946 bis 1954 Generaldirektor der Dillinger Hütte.

## Leben
Joseph Roederer war der Sohn des Jean Roederer (1851–1938, Straßburg) und dessen Ehefrau Mathilde Arnaud (1858–1938). Er studierte Ingenieurwesen an der École de Mines in Paris und kam zur Dillinger Hütte, wo er in den Jahren von 1920 bis 1924 als Generaldirektor tätig war. Nach dem Zweiten Weltkrieg wurde er erneut Generaldirektor des Stahlunternehmens. Zu dieser Zeit wurde die Aktienmehrheit von 60 Prozent wieder hergestellt, denn in der Zeit des Nationalsozialismus ruhte das Aufsichtsratsmandat der Franzosen und der Aktienanteil lag bei 40 Prozent.
Roederer war bis zu seiner Pensionierung im Jahre 1954 Generaldirektor, in dessen Eigenschaft er beim Wiederaufbau der Pfarrkirche St. Josef und St. Wendelin in Diefflen einen wesentlichen Beitrag durch Lieferung von Baumaterialien leistete.

## Ehrungen
- 1954 Ehrenbürger der Stadt Dillingen
- Joseph-Roederer-Straße in Dillingen